# Panneau de priorité à droite en France
Le panneau de signalisation de priorité à droite, codifié AB1 en France, annonce une intersection où le conducteur est tenu de céder le passage aux véhicules débouchant de la ou des routes situées à sa droite. En règle générale, son emploi est facultatif. Cependant, à l'intersection de deux routes prioritaires, si exceptionnellement on maintient la règle de priorité à droite, la mise en place des panneaux AB1 est obligatoire.

## Histoire
Le signal d’annonce d’un croisement fait partie des 4 premiers signaux à avoir été normalisés en 1909. Le panneau est alors circulaire et de couleur bleu foncé.
À cette époque les règles de priorité à droite ne sont pas formellement établies puisque ce n’est qu’avec la convention internationale du 24 avril 1926 que le principe que la priorité doit toujours être accordée au véhicule qui vient de droite est adopté.
En France, le code de la route de 1925 avait créé, pour faciliter la circulation à grande distance, un droit de priorité absolu en faveur des véhicules circulant sur les routes nationales, qui constituaient alors les itinéraires les plus importants du réseau routier. Mais l'expérience a démontré que cette règle entraînait des difficultés d'application et des accidents, du fait qu'un conducteur d'automobile suivant une voie secondaire ne connaissait pas toujours à quelle catégorie administrative appartenait la voie qu'il allait couper.
C’est le décret du 12 avril 1927 qui va régler cette difficulté, en consacrant la règle de la priorité à droite en des termes formels : « Le conducteur est tenu, aux bifurcations et croisées des chemins, de céder le passage au conducteur qui vient à droite. »
La circulaire du 2 avril 1930 tend à clarifier les divers signaux qui ont proliféré jusqu'alors en éditant le premier catalogue des panneaux susceptibles d'être utilisés le long des routes françaises. Trois catégories sont alors différenciées : les 2 panneaux de type A dits de « direction et de distance », les cinq panneaux de « danger » de type B et les panneaux de type C de « priorité aux bifurcations et croisées des chemins ». Le panneau d'annonce de croisement est ainsi rangé dans la catégorie des signaux de danger et sa forme devient alors triangulaire.
Dans l’instruction générale de 1946, le panneau est codifié A1. Il prend la forme d’un triangle à l'instar des autres panneaux de danger. Le fond est de couleur crème. Il est bordé d’un listel bleu foncé. Le signal est bleu foncé.
Dans la circulaire du 19 janvier 1952, le listel devient rouge. Le fond du triangle devient blanc dans l’arrêté du 23 juillet 1970. Le signal prend la forme actuelle avec un triangle bordé d’une bande rouge dans l’arrêté du 6 juin 1977.

Premier panneau d’annonce de croisement – 1909
A1 – Circulaire du 2 avril 1930 – Périmé
A1 – Instruction générale de 1946 – Périmé
A1 – Circulaire du 19 janvier 1952 – Périmé
AB1 – Arrêté du 6 juin 1977 – Modèle en vigueur

## Usage

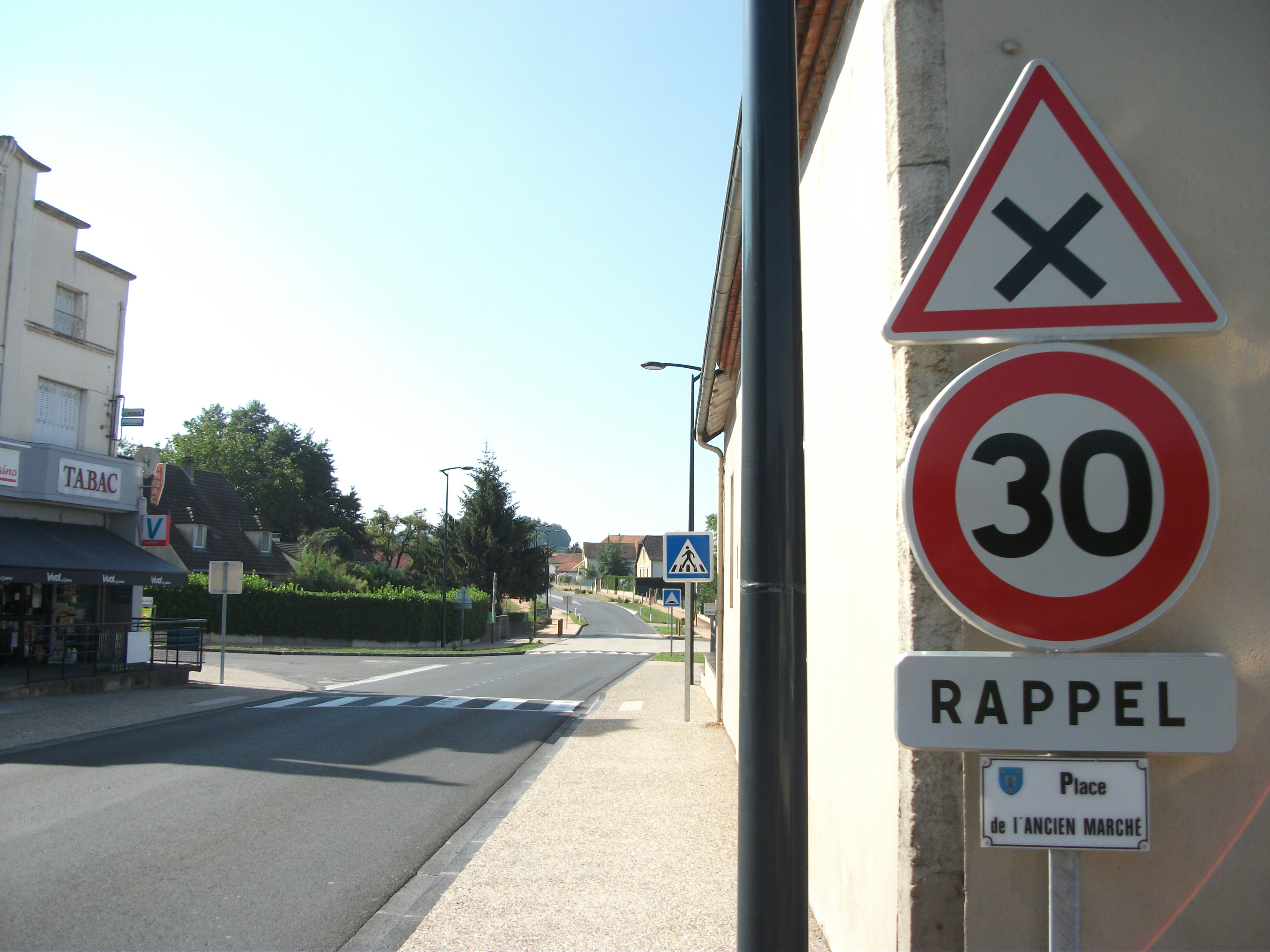
Utilisation du panneau de priorité à droite sur une route nationale.

Sur chacune des branches d’une intersection de deux routes non prioritaires, un panneau AB1 peut être mis en place, mais ceci est facultatif.
La priorité à droite est le régime qui s’applique en l’absence de signalisation. On ne signale donc que les intersections qui offrent un caractère dangereux, soit par l'importance ou par la nature de la circulation qui les fréquente, soit par la disposition des lieux. Les intersections où les usagers viennent de bénéficier de la priorité signalée par un panneau AB2 peuvent également faire l’objet d’une pose d’un panneau AB1.

## Caractéristiques
Il existe cinq gammes de dimensions de panneaux de priorité.

## Implantation

### Distance de l’intersection

#### En rase campagne
En rase campagne la distance habituelle d'implantation du panneau avancé AB1 est de 150 m environ. Cette distance peut toutefois varier en fonction de la disposition des lieux, de la vitesse de la circulation ou dans les cas indiqués aux chapitres ci-après. Elle peut atteindre 400 m sur les routes à très bonne visibilité parcourues par une circulation rapide.
Seules des circonstances exceptionnelles (deux intersections successives très rapprochées ou nécessité de plusieurs panneaux avancés successifs) peuvent justifier une distance d'implantation inférieure à 100 m.
Lorsque le panneau est placé à plus de 200 m d'une intersection, il doit être répété à mi-distance environ de celle-ci et les deux panneaux doivent être complétés par un panonceau de distance.
Le panneau AB1 ne comporte pas de panonceau de distance lorsqu'il est implanté entre 100 et 200 m de l'intersection qu'il annonce. Lorsque cette distance est inférieure à 100 m ou supérieure à 200 m, elle doit être indiquée (en mètres) sur un panonceau de distance. Elle est arrondie aux 50 m les plus voisins si elle est supérieure à 200 m. Entre 50 et 100 m, elle est arrondie à 50, 75 ou 100 m.
Le panonceau de distance est placé au-dessous du panneau qu'il complète.
Lorsqu'un carrefour comporte une présignalisation réalisée à l'aide de panneaux D42 ou D43 placés à 150 m de l'intersection, le panneau de signalisation avancée d'intersection est placé après le panneau D42 généralement à 100 m avant le carrefour.

#### En agglomération
Les distances entre les intersections successives étant très variables, les distances d'implantation des panneaux avancés sont elles-mêmes très variables, les panneaux devant être placés entre l'intersection et celle qui la précède. Généralement, pour le panneau AB1, cette distance est de 0 à 30 m.
Le panneau AB1 ne comporte généralement pas en agglomération de panonceau de distance sauf s'ils sont implantés à plus de 150 m de l'intersection.

### Distance latérale

Implantation d'un panneau de danger sur accotement en rase campagne

Sauf contrainte de site, la distance entre l'aplomb de l'extrémité du panneau situé du côté de la chaussée et la rive voisine de cette extrémité ne doit pas être inférieure à 0,70 m.
En rase campagne, les panneaux sont placés en dehors de la zone située en bord de chaussée et traitée de telle façon que les usagers puissent y engager une manœuvre de redirection ou de freinage dite « zone de récupération », ou leur support au minimum à 2 m du bord voisin de la chaussée, à moins que des circonstances particulières s'y opposent (accotements étroits, présence d'une plantation, d'une piste cyclable, d'une voie ferrée, etc.).
En agglomération les panneaux sont implantés de façon que le support gêne le moins possible la circulation des piétons.
Le support d'un signal peut aussi être implanté sur une propriété riveraine ou ancré à une façade après accord du propriétaire ou par application si cela est possible du décret-loi du 30 octobre 1935 et du décret 57180 du 16 février 1957.

### Hauteur au-dessus du sol

#### En rase campagne
La hauteur règlementaire est fixée en principe à 1 m (si plusieurs panneaux sont placés sur le même support, cette hauteur est celle du panneau inférieur), hauteur assurant généralement la meilleure visibilité des panneaux frappés par les feux des véhicules.
Elle peut être modifiée compte tenu des circonstances locales :
- soit pour assurer une meilleure visibilité des panneaux,
- soit pour éviter qu'ils masquent la circulation.

#### En agglomération
Dans les agglomérations bénéficiant d'un éclairage public, les panneaux peuvent être placés à une hauteur allant jusqu'à 2,30 m pour tenir compte notamment des véhicules qui peuvent les masquer, ainsi que de la nécessité de ne gêner qu'au minimum la circulation des piétons.

#### Position de la face
Le plan de face avant d'un panneau implanté sur accotement ou trottoir doit être légèrement incliné de 3 à 5° vers l'extérieur de la route afin d'éviter le phénomène de réflexion spéculaire qui peut, de nuit, rendre le panneau illisible pendant quelques secondes

## Visibilité de nuit
Les panneaux et panonceaux de signalisation doivent être visibles et garder le même aspect de nuit comme de jour. Les signaux de priorité sont tous rétroréfléchissants.
Les revêtements rétroréfléchissants doivent avoir fait l'objet, soit d'une homologation, soit d'une autorisation d'emploi à titre expérimental. La rétroréflectorisation porte sur toute la surface des panneaux et panonceaux à l'exception des parties noires ou grises.

#### Arrêté du 24 novembre 1967 et Instruction Interministérielle sur la Signalisation Routière (versions actualisées)
- Arrêté du 24 novembre 1967 relatif à la signalisation des routes et autoroutes, 58 p. (lire en ligne)
- Instruction Interministérielle sur la Signalisation Routière 1re partie : Généralités, 58 p. (lire en ligne)
- Instruction Interministérielle sur la Signalisation Routière 3e partie : Intersections et régimes de priorité, 45 p. (lire en ligne)

#### Histoire de la signalisation
- Marina Duhamel-Herz, Un demi-siècle de signalisation routière : naissance et évolution du panneau de signalisation routière en France, 1894-1946, Paris, Presses de l’École nationale des Ponts et Chaussées, décembre 1994, 151 p. (ISBN 2-85978-220-6)
- Marina Duhamel-Herz et Jacques Nouvier, La signalisation routière en France : de 1946 à nos jours, Paris, AMC Éditions, novembre 1998, 302 p. (ISBN 2-913220-01-0)